# 高力猿猴庵
高力 猿猴庵（こうりき えんこうあん、宝暦6年（1756年） - 天保2年7月3日（1831年8月10日））は、江戸時代の名古屋の浮世絵師。

## 来歴
馬廻役300石を務める尾張藩士であり、名古屋御園町三ツ蔵下へ七軒目西側に住んでいた。名は種信、俗称は新蔵といい後に与左衛門といった。猿猴庵、艶好と号した。師承関係は不詳で、独学という説もあるが、風景画を描く時に浮絵風の透視画風を使用するなど、ある程度の専門画法を習得していた。全ての神社仏閣、世態風俗などを独自の浮絵のようにみえる描き方で表している。安永6年（1777年）から文政9年（1826年）にかけては「猿猴庵日記」（未刊）などと称して身の回りのことから絵入りの記録を作成し始めた。また、天明2年（1782年）、『尾張劇場事始』（伊勢屋忠兵衛版）を版行したほか、それまで見聞、収集した資料をもとに、天明6年（1786年）には藩侯の供を務め、江戸から名古屋までの道中を記録、『東街便覧』としてまとめており、これは寛政8年（1796年）に出版している。寛政7年（1795年）、絵図の『熱田正遷宮絵図』、翌寛政8年、黄表紙『きつひむだ枕春乃目覚』を著している。
寛政前期頃からは版元から刊行される作品も多くなっていくなか、それにも増して記録物、創作物が増えていったが、未刊に終わったものも多数ある。享年は数えで76。墓所は千種区平和公園総見寺墓地。法名は祥光院慶堂恵雲。
門人に小田切春江がおり、名古屋浮世絵において風俗記録作家の中心人物として知られたほか、小寺玉晁などの画家に多くの影響を与えている。

## 作品
- 「名古屋東本願寺御遷仏行列図」 特大錦 文政6年
- 「尾張安永洪水図」 肉筆 安永8年 未刊
- 「北斎大画即書細図」肉筆 文化14年 未刊  葛飾北斎が名古屋へ来て達磨図を描いた際の記録 名古屋市博物館所蔵

## 参考図書
- 日本浮世絵協会編  『原色浮世絵大百科事典』第2巻 大修館書店、1982年